# 鉤海鯰
鉤海鯰為輻鰭魚綱鯰形目海鯰科的其中一種，被IUCN列為瀕危保育類動物，分布非洲馬達加斯加淡水水域，體長可達19.9公分，棲息在溪流，底棲性魚類，屬肉食性，可作為食用魚。

## 擴展閱讀
維基物種上的相關：鉤海鯰